# Pterostichus taeniolus
Pterostichus taeniolus är en skalbaggsart som beskrevs av Bates. Pterostichus taeniolus ingår i släktet Pterostichus och familjen jordlöpare. Inga underarter finns listade i Catalogue of Life.